# Halomonhystera halophila
Halomonhystera halophila is een rondwormensoort uit de familie van de Monhysteridae. De wetenschappelijke naam van de soort is voor het eerst geldig gepubliceerd in 2006 door Andrássy.